# Joseph Andrews
Joseph Andrews és una pel·lícula britànica dirigida per Tony Richardson, estrenada el 1977. Ha estat doblada al català.

## Argument
Anglaterra, segle xviii. Joseph Andrews és un servent que treballa per a la senyora Booby, una voluptuosa dama de l'alta societat. Malgrat les seves insinuacions, Joseph es manté fidel a la seva promesa Fanny. Fora d'això, Fanny és molt bonica i són molts els homes que la festegen.

## Repartiment
- Ann-Margret: Lady Booby àlies 'Belle'
- Peter Firth: Joseph Andrews
- Michael Hordern: Parson Adams
- Beryl Reid: Mrs. Slipslop
- Jim Dale: The pedlar
- Natalie Ogle: Fanny Goodwill
- Peter Bull: Sir Thomas Booby
- Kenneth Cranham: The Wicked Squire
- Karen Dotrice: Pamela
- James Villiers: Mr. Booby
- Norman Rossington: Gaffer Andrews
- Patsy Rowlands: Gammer Andrews
- Murray Melvin: Beau Didapper
- Ronald Pickup: Mr. Wilson
- Penelope Wilton: Mrs. Wilson

## Nominacions
- BAFTA al millor vestuari 1978 per Michael Annals i Patrick Wheatley
- Globus d'Or a la millor actriu secundària 1978 per Ann-Margret